# Lancieri Novara
I Lancieri Novara sono una squadra di football americano di Novara. Giocano le loro partite presso il Campo Sportivo Lancieri Novara di via Adamello.
Sono affiliati alla Federazione Italiana di American Football; partecipano alla Terza Divisione.
Hanno vinto il campionato di flag football del 1989 col nome di Mosquitoes Novara.
Con le altre squadre piemontesi hanno costituito la AFAP (American Football Association Piemonte).

## Dettaglio stagioni

### Tornei nazionali

#### Campionato

##### Serie A1
| Stagione | regular season | regular season | regular season | regular season | regular season | regular season | playoff | playoff | playoff | playoff | playoff | playoff   | playoff    |
|          | Vin            | Par            | Per            | Tot            | PF             | PS             | Vin     | Per     | Tot     | PF      | PS      | risultato | avversaria |
| -------- | -------------- | -------------- | -------------- | -------------- | -------------- | -------------- | ------- | ------- | ------- | ------- | ------- | --------- | ---------- |
| 1989     | 2              | 0              | 10             | 12             | 166            | 414            | -       | -       | -       | -       | -       | -         | -          |
| Totale   | 2              | 0              | 10             | 12             | 166            | 414            | -       | -       | -       | -       | -       |           |            |

Fonte: Enciclopedia del Football - A cura di Roberto Mezzetti

##### Golden League FIF/Italy 9 Championship IAAFL/Spring League IAAFL
A seguito dell'ingresso di FIDAF nel CONI questi tornei - pur essendo del massimo livello della loro federazione - non sono considerati ufficiali.
| Stagione  | regular season | regular season | regular season | regular season | regular season | regular season | playoff | playoff | playoff | playoff | playoff | playoff       | playoff             |
|           | Vin            | Par            | Per            | Tot            | PF             | PS             | Vin     | Per     | Tot     | PF      | PS      | risultato     | avversaria          |
| --------- | -------------- | -------------- | -------------- | -------------- | -------------- | -------------- | ------- | ------- | ------- | ------- | ------- | ------------- | ------------------- |
| 2012      | 2              | 0              | 4              | 6              | 76             | 150            | 0       | 1       | 1       | 38      | 56      | Semifinale    | Rams Milano         |
| 2012 Aut. | 2              | 0              | 4              | 6              | 156            | 143            | 0       | 1       | 1       | 0       | 45      | Semifinale    | Bengals Brescia     |
| 2013      | 3              | 0              | 4              | 7              | 208            | 258            | 0       | 1       | 1       | 30      | 38      | Semifinale    | Rams Milano         |
| 2014      | 2              | 0              | 2              | 4              | 126            | 103            | 0       | 1       | 1       | 18      | 34      | Superbowl FIF | Rams Milano         |
| 2015      | 4              | 0              | 0              | 4              | 153            | 0              | 2       | 0       | 2       | 75      | 40      | Campioni      | Rams Milano         |
| 2016      | 4              | 0              | 0              | 4              | 111            | 22             | 1       | 1       | 2       | 54      | 34      | Semifinale    | I Guerrieri Aiacciu |
| Totale    | 17             | 0              | 14             | 31             | 830            | 676            | 3       | 5       | 8       | 215     | 247     |               |                     |

Fonte: Enciclopedia del Football - A cura di Roberto Mezzetti

##### Serie A2/B
| Stagione | regular season | regular season | regular season | regular season | regular season | regular season | playoff | playoff | playoff | playoff | playoff | playoff          | playoff          |
|          | Vin            | Par            | Per            | Tot            | PF             | PS             | Vin     | Per     | Tot     | PF      | PS      | risultato        | avversaria       |
| -------- | -------------- | -------------- | -------------- | -------------- | -------------- | -------------- | ------- | ------- | ------- | ------- | ------- | ---------------- | ---------------- |
| 1986     | 0              | 0              | 10             | 10             | 26             | 290            | -       | -       | -       | -       | -       | -                | -                |
| 1987     | 6              | 1              | 3              | 10             | 215            | 115            | -       | -       | -       | -       | -       | -                | -                |
| 1988     | 7              | 0              | 1              | 8              | 119            | 51             | 2       | 1       | 3       | 41      | 61      | Ottavi di finale | Warriors Bologna |
| 2006     | 4              | 0              | 2              | 6              | 56             | 50             | 0       | 1       | 1       | 8       | 42      | Semifinale       | Redskins Verona  |
| 2007     | 3              | 0              | 3              | 6              | 130            | 106            | -       | -       | -       | -       | -       | -                | -                |
| Totale   | 20             | 1              | 19             | 40             | 546            | 612            | 2       | 2       | 4       | 49      | 103     |                  |                  |

Fonte: Enciclopedia del Football - A cura di Roberto Mezzetti

##### Serie B NFLI/Silver League FIF
A seguito dell'ingresso di FIDAF nel CONI questi tornei non sono considerati ufficiali.
| Stagione | regular season | regular season | regular season | regular season | regular season | regular season | playoff | playoff | playoff | playoff | playoff | playoff   | playoff    |
|          | Vin            | Par            | Per            | Tot            | PF             | PS             | Vin     | Per     | Tot     | PF      | PS      | risultato | avversaria |
| -------- | -------------- | -------------- | -------------- | -------------- | -------------- | -------------- | ------- | ------- | ------- | ------- | ------- | --------- | ---------- |
| 2008     | 3              | 0              | 3              | 6              | 84             | 143            | -       | -       | -       | -       | -       | -         | -          |
| 2009     | 2              | 0              | 4              | 6              | 110            | 127            | -       | -       | -       | -       | -       | -         | -          |
| 2011     | 2              | 0              | 4              | 6              | 77             | 124            | -       | -       | -       | -       | -       | -         | -          |
| Totale   | 7              | 0              | 11             | 18             | 271            | 394            | -       | -       | -       | -       | -       |           |            |

Fonte: Enciclopedia del Football - A cura di Roberto Mezzetti

##### Serie C/Terza Divisione/CIF9
| Stagione | regular season | regular season | regular season | regular season | regular season | regular season | playoff | playoff | playoff | playoff | playoff | playoff                  | playoff            |
|          | Vin            | Par            | Per            | Tot            | PF             | PS             | Vin     | Per     | Tot     | PF      | PS      | risultato                | avversaria         |
| -------- | -------------- | -------------- | -------------- | -------------- | -------------- | -------------- | ------- | ------- | ------- | ------- | ------- | ------------------------ | ------------------ |
| 1985     | 8              | 0              | 2              | 10             | 175            | 36             | -       | -       | -       | -       | -       | Co-campioni              | -                  |
| 2005     | 2              | 0              | 4              | 6              | 37             | 60             | -       | -       | -       | -       | -       | -                        | -                  |
| 2017     | 5              | 0              | 1              | 6              | 142            | 94             | 1       | 1       | 2       | 68      | 49      | Semifinale di conference | Hurricanes Vicenza |
| 2018     | 4              | 0              | 2              | 6              | 147            | 135            | 0       | 1       | 1       | 33      | 36      | Wild Card                | Mexicans Pederobba |
| 2019     | 2              | 0              | 4              | 6              | 114            | 120            | -       | -       | -       | -       | -       | -                        | -                  |
| Totale   | 21             | 0              | 13             | 34             | 615            | 445            | 1       | 2       | 3       | 101     | 85      |                          |                    |

Fonte: Enciclopedia del Football - A cura di Roberto Mezzetti

##### Northwestern Conference
| Stagione | regular season | regular season | regular season | regular season | regular season | regular season | playoff | playoff | playoff | playoff | playoff | playoff   | playoff    |
|          | Vin            | Par            | Per            | Tot            | PF             | PS             | Vin     | Per     | Tot     | PF      | PS      | risultato | avversaria |
| -------- | -------------- | -------------- | -------------- | -------------- | -------------- | -------------- | ------- | ------- | ------- | ------- | ------- | --------- | ---------- |
| 2003     | 2              | 0              | 6              | 8              | 89             | 143            | -       | -       | -       | -       | -       | -         | -          |
| Totale   | 2              | 0              | 6              | 8              | 89             | 143            | -       | -       | -       | -       | -       |           |            |

Fonte: Enciclopedia del Football - A cura di Roberto Mezzetti

#### Altri tornei
| Stagione  | regular season | regular season | regular season | regular season | regular season | regular season | playoff | playoff | playoff | playoff | playoff | playoff   | playoff    |
|           | Vin            | Par            | Per            | Tot            | PF             | PS             | Vin     | Per     | Tot     | PF      | PS      | risultato | avversaria |
| --------- | -------------- | -------------- | -------------- | -------------- | -------------- | -------------- | ------- | ------- | ------- | ------- | ------- | --------- | ---------- |
| AFAP 2009 | 0              | 0              | 2              | 2              | 6              | 14             | -       | -       | -       | -       | -       | -         | -          |
| Totale    | 0              | 0              | 2              | 2              | 6              | 14             | -       | -       | -       | -       | -       |           |            |

Fonte: Enciclopedia del Football - A cura di Roberto Mezzetti

### Tornei giovanili

#### Under-15
| Stagione | regular season | regular season | regular season | regular season | regular season | regular season | playoff | playoff | playoff | playoff | playoff | playoff   | playoff                  |
|          | Vin            | Par            | Per            | Tot            | PF             | PS             | Vin     | Per     | Tot     | PF      | PS      | risultato | avversaria               |
| -------- | -------------- | -------------- | -------------- | -------------- | -------------- | -------------- | ------- | ------- | ------- | ------- | ------- | --------- | ------------------------ |
| 2005     | 1              | 0              | 3              | 4              | ?              | ?              | -       | -       | -       | -       | -       | -         | -                        |
| 2006     | -              | -              | -              | -              | -              | -              | 1       | 1       | 2       | 18      | 46      | Youthbowl | Black Hogs Reggio Emilia |
| Totale   | 1              | 0              | 3              | 4              | ?              | ?              | 1       | 1       | 2       | 18      | 46      |           |                          |

Fonte: Enciclopedia del Football - A cura di Roberto Mezzetti

### Riepilogo fasi finali disputate
| Anno | Luogo              | Evento          | Fase del torneo  | Incontro                                   | Risultato |
| 1988 | Bologna            | Superbowl       | Ottavi di finale | Warriors Bologna - Lancieri Novara         | 47 - 6    |
| 2006 | Verona             | Ninebowl        | Semifinale       | Redskins Verona - Lancieri Novara          | 42 - 8    |
| 2006 | Reggio nell'Emilia | Youthbowl       | Finale           | Black Hogs Reggio Emilia - Lancieri Novara | 34 - 0    |
| 2012 | Milano             | Superbowl FIF   | Semifinale       | Rams Milano - Lancieri Novara              | 56 - 38   |
| 2012 | Villaggio Sereno   | Superbowl FIF   | Semifinale       | Bengals Brescia - Lancieri Novara          | 45 - 0    |
| 2013 | Milano             | Superbowl FIF   | Semifinale       | Rams Milano - Lancieri Novara              | 38 - 30   |
| 2014 | Milano             | Superbowl FIF   | Finale           | Rams Milano - Lancieri Novara              | 34 - 18   |
| 2015 | Novara             | Superbowl IAAFL | Finale           | Lancieri Novara - Rams Milano              | 42 - 40   |
| 2016 |                    | Superbowl IAAFL | Semifinale       | Lancieri Novara - I Guerrieri Aiacciu      | 20 - 22   |

## Palmarès
- 1 Superbowl IAAFL (2015)
- 1 campionato di serie C (1985)
- 1 campionato italiano flag (1989)